# Urbanice (Pardubice)
Urbanice é uma comuna checa localizada na região de Pardubice, distrito de Pardubice.